# 十王排水路
十王排水路（じゅうおうはいすいろ）は、埼玉県加須市と久喜市を流れる河川である。

## 概要
十王排水路は加須市細間より北下新井付近までは集落の縁に沿うように流下する。また、農村部の集落を流下する以外には市街地を流下する区間はほぼ無く、水田などの農地の中を主として流下する。また、流末は利根川水系中川へと至り終点となる。流路の詳細に関しては下記の流路節を参照されたい。
十王排水路は加須市砂原周辺では自然排水路（しぜんはいすいろ）とも称されている。
合流
- 古利根排水路

## 流路
- 加須市砂原の西部を南へと流下する。また、この区域では東側を元和用水路が並行して流下している。
- 細間の中西部を南へと流下する。
- 道目のほぼ中央部を南南東へ流下する。
- 北平野の中央部を東へと流下する。
- 北下荒井の西部を南東へ流下する。（一部蛇行し、南南西へ向かうが、再び南東へ流下する。）
- 運動公園の東方付近より、北下新井（北側）と琴寄（南側）の境界を南東へ流下する。
- 童謡のふる里おおとね図書館ノイエ付近より、両岸とも琴寄となり、琴寄の南東部を南東へ流下する。
- 善定寺池の西方にて流路がそれまでの南東方面より、南南西へと変わる。
- 琴寄（北側）と久喜市佐間（南側）の境界付近にて西方より流下してくる古利根排水路と合流する。
- 佐間の西部を市境の東方に沿うように南西へ流下する。
- 高柳の北西部を西南西へと流下する。
- 溜井橋の西方にて水門を通過後、徐々に西南西より南西へと曲流しながら流下する。
- 加須市北大桑（西側）と久喜市高柳（東側）の境界にて西方より流下してくる中川へと至り、合流・終点となる。
- 終点：中川

## 橋梁

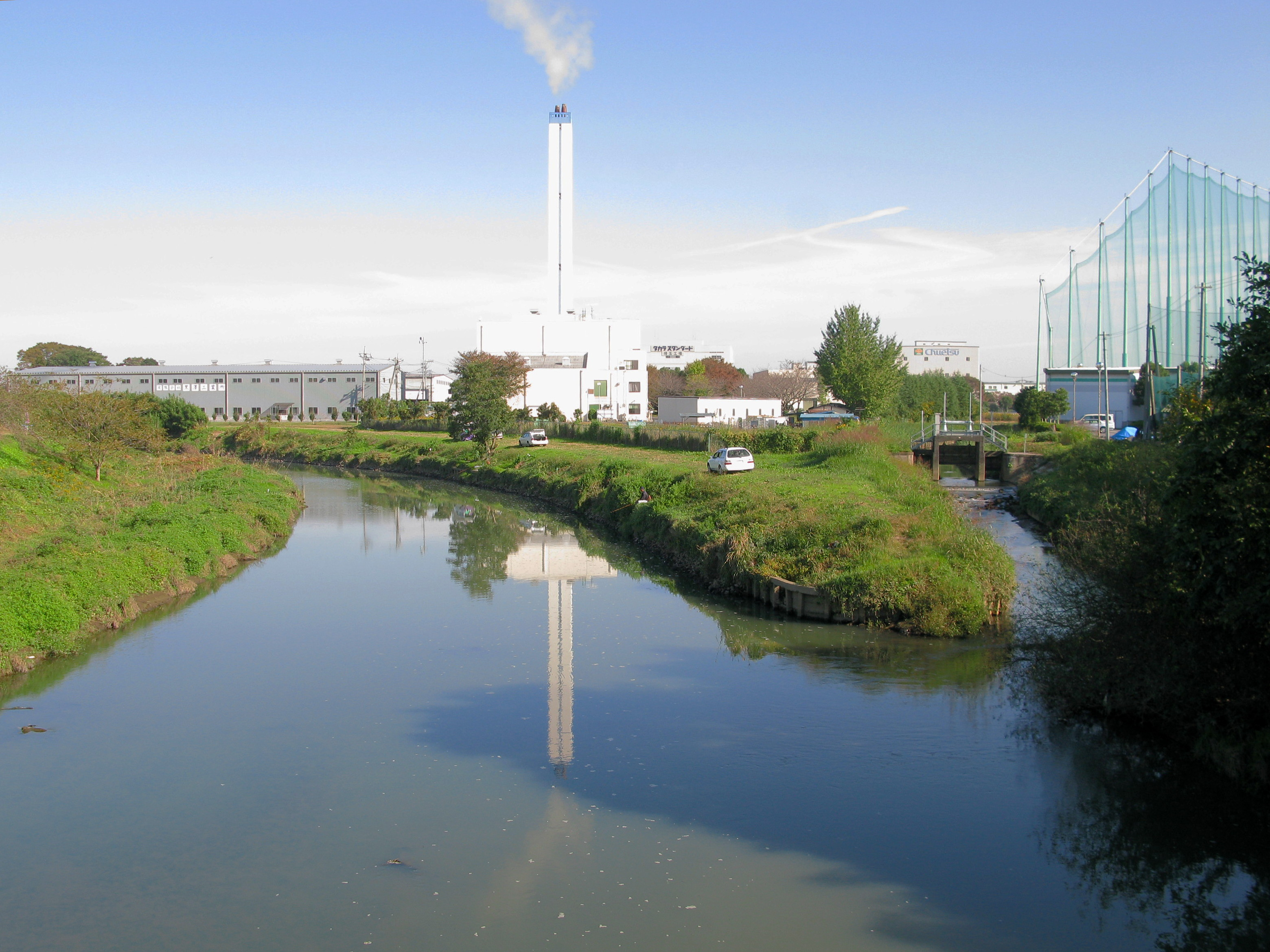
十王排水路と中川の合流点

- （埼玉県道60号羽生外野栗橋線）
- （埼玉県道346号砂原北大桑線）
- （埼玉県道84号羽生栗橋線）
- 十王橋（埼玉県道316号阿佐間幸手線）
- 溜井橋

## 周辺の施設
- 元和用水路
- 加須市立原道小学校
- 加須市大利根総合支所
- 加須市立元和小学校
- 大利根運動公園
- 童謡のふる里おおとね図書館ノイエ
- 善定寺池
- 豊野台公園
- 溜井橋西側の水門
- 中川合流地点より約50m上流の水門